# پولینا گرشکووا
پولینا گرشکووا (روسی: Полина Петровна Горшкова؛ IPA: [pɐˈlʲinə ɡɐrˈʂkovə]؛ زادهٔ ۲۲ ژوئیهٔ ۱۹۸۹) بازیکن هندبال زن اهل روسیه است.